# إليسيو ميدرادو
إليسيو ميدرادو (بالبرتغالية: Elísio Medrado‏)؛ بلدية في ولاية باهيا في المنطقة الشمالية الشرقية من البرازيل.